# Serie 330 de ADIF
El automotor eléctrico serie 330 de ADIF es un tren laboratorio compuesto por una cabeza motriz con cabina, tres coches intermedios y una cabeza con cabina de conducción pero sin motorización. Adif le ha dado a finales de 2007 el nombre de «tren laboratorio Séneca».
El primer coche intermedio y el segundo —que es de dos ejes— albergan laboratorios. El tercer coche intermedio tiene asientos tipo turista. El Serie 330 está diseñado para la auscultación dinámica y geométrica de vía y catenaria así como la comprobación y supervisión de los sistemas de señalización ASFA y ERTMS y de comunicación GSM-R. También está preparado para la comprobación real de los fenómenos aerodinámicos producidos en los túneles al paso de un tren a alta velocidad, simulaciones de marcha comercial y todos aquellos ensayos necesarios para validar nuevos equipos de infraestructura, de forma que se pueda analizar su repercusión en la circulación del material rodante.

## Derivado del prototipo delTalgo 350
A excepción del coche con cabina de conducción y el coche extremo turista, ambos de nueva fabricación, el resto de vehículos del A330 pertenecieron a la composición del prototipo  Talgo 350, antecedente de la Serie 102 de Renfe. Gracias al buen resultado de este prototipo que fue desarrollado en colaboración con Adtranz (más tarde adquirida por Bombardier), Talgo que hasta ese momento no había fabricado trenes de alta Velocidad pudo optar a la licitación en la que obtuvo un contrato por 16 unidades de la Serie 102 de Renfe. Las pruebas con el prototipo Talgo 350 fueron realizadas en las LAV Madrid-Sevilla y Madrid-Lérida entre 2001 y 2003. 
En 2003, al final de las pruebas, se inicia el proyecto de tren laboratorio dándole un nuevo uso al prototipo, proyecto desarrollado por la Dirección de Innovación Tecnológica de la Dirección General de Desarrollo de la Infraestructura de Adif y Talgo. 
El prototipo del Talgo 350 contaba con una cabeza tractora y seis remolques. Para que la nueva composición del tren laboratorio A330 fuera bi-direccional sin restricciones, se construyó una nueva cabeza con cabina y sin motorización pero lastrada de forma que tuviera un comportamiento dinámico similar al de la cabeza motriz. Para ello, en los bogies, tanto los motores de tracción como los elementos de la transmisión fueron sustituidos por piezas de acero que simulan dinámicamente el comportamiento de cada elemento. Se añadió a dos de los coches del prototipo, un tercer coche intermedio idéntico a los empleados en la serie 102 de Renfe. En 2006 entró en servicio para la auscultación de la infraestructura de las líneas de alta velocidad y ancho de 1.435 mm.

## Características técnicas

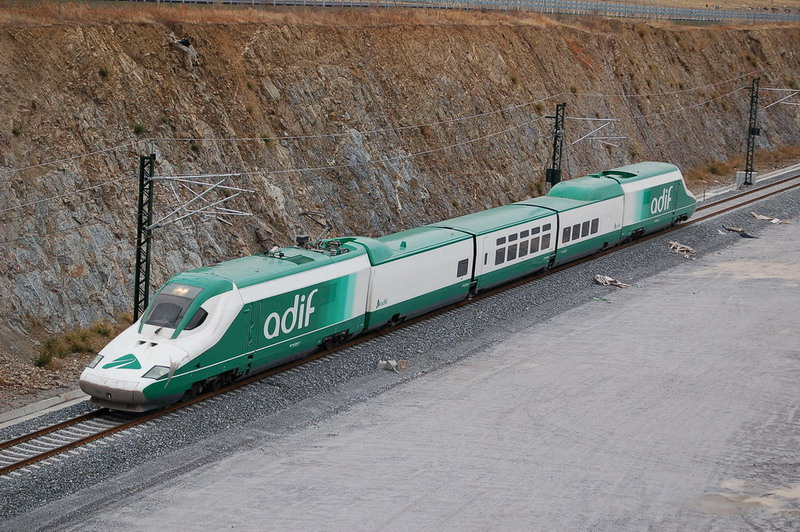
El A330 durante las pruebas de auscultación de la LAV Madrid - Valladolid. Junto al pantógrafo se pueden observar los equipos de medición.

La cabeza tractora del A330 es muy similar a las de la Serie 102 y por lo tanto cuenta con ASFA y ERTMS en sus niveles 1 y 2. La comunicación tren-tierra se realiza a través del sistema digital GSM-R. Un transformador para 25 kV alimenta a dos convertidores de tecnología IGBT, que a su vez alimentan a los motores de tracción y a los servicios auxiliares del tren.
Como en la serie 102 de Renfe, la cabeza motriz se encuentra equipada con un freno eléctrico de gran rendimiento.  Además del de tipo reostático, dispone de freno de recuperación. El freno mecánico consta de un disco de freno en el eje y dos discos de freno de ruedas. El coche con cabina de conducción sin tracciôn, al igual que los coches intermedios, sólo dispone de freno mecánico.
El Adif Serie 330 alcanza los 336km/h como velocidad máxima.

## Historia de la cabeza tractora
Como se ha indicado antes, la cabeza tractora del Serie 330 es la del prototipo del Talgo 350. En mayo de 1998, Talgo encargó  a Adtranz y Krauss-Maffei la construcción de un prototipo de cabeza tractora. La parte eléctrica fue realizada por Adtranz en su fábrica de Zúrich y fue montada en una caja fabricada por Krauss-Maffei. Este prototipo, con una tara de 68 t fue terminado en marzo de 2000 (y fue la penúltima locomotora de la fábrica de Adtranz en Zúrich antes de que esta fuera cerrada). Su procedencia "suiza" se nota en que el pupitre de la cabina es similar a la locomotora SBB Re 450. Recibió, siguiendo la tradición de Talgo, el nombre de «Virgen del Pilar».
Se creó una composición con seis remolque para realizar pruebas dinámicas en la LAV Madrid-Sevilla. El 24 de febrero de 2001 este prototipo del Talgo 350 alcanzó los 359 km/h, un nuevo récord ferroviario en España. 
Cuando las pruebas se terminaron, la composición estuvo estacionada en el complejo técnico de Montagut (PK 430,355 de la LAV Madrid-Zaragoza-Barcelona-Frontera Francesa) hasta que fue transformada por Talgo en el tren laboratorio A330.

## Formación
- 92 71 6 099 901-1 Coche motor. Ex-Virgen del Pilar. Talgo L-9201. Proveniente del prototipo del Talgo 350.

- 92 71 6 799 905-5 Coche laboratorio. Proveniente del prototipo del Talgo 350.

- 92 71 6 799 904-8 Coche laboratorio. Proveniente del prototipo del Talgo 350.

- 92 71 6 799 903-0 Coche extremo turista (idéntico a los de la serie 102).

- 92 71 6 799 902-2 Coche con cabina, sin motor.[2]

## Efemérides
- 22 de noviembre de 2007. Durante el período de pruebas de la LAV Madrid-Valladolid, el Adif Serie 330 alcanza los 336 km/h: es el récord de velocidad de esa línea.
- 8 de febrero de 2008. El Adif Serie 330 entró a las 0h50m en la estación de Barcelona-Sants, en lo que constituye la primera circulación eléctrica que llega al término de la LAV Madrid-Zaragoza-Barcelona.,[3] línea que se pondría en servicio el 20 de febrero de 2008
- En abril - mayo de 2017, el séneca realiza las pruebas del ERTMS nivel 2 en la línea de Alta velocidad Valladolid-Palencia-León. Dichas pruebas son complementadas con las pertinentes en el tramo entre Olmedo y Zamora.
- En septiembre de 2020, el Séneca llega a la estación de Burgos- Rosa Manzano, realizando los test necesarios para la puesta en marcha de la línea de alta velocidad.